# کالج آیونا (نیویورک)
کالج آیونا یک کالج کاتولیک خصوصی، جامع و چهار ساله در نیو راشل نیویورک است که در سال ١٩٤٠ توسط انجمن برادران مسیحی در محوطه‌ای به وسعت 45 هکتار (0.18 کیلومتر مربع) تأسیس شد.
کالج آیونا بیش از ۶۰ برنامه کارشناسی و ۴۵ دوره کارشناسی ارشد و دکترا را در دانشکده هنر و علوم و مدرسه کسب و کار لاپنتا (به انگلیسی LaPenta) ارائه می‌دهد. دانش آموزان برتر می‌توانند مدرک افتخاری دریافت کرده و از دوره‌های ویژه، سمینارها، مشاوره، و فرصت‌های خارج از دانشگاه، بهره ببرند. کالج همچنین دوره‌های تحصیلات بالاتر از کارشناسی را در منهتن ارائه می‌دهد و دارای ۱۴ برنامه تحصیلی در خارج از کشور است.
طبق آمار سال ۲۰۱۷، این مؤسسه تقریباً ۴۰۰۰ دانشجوی را با پیش‌زمینه‌های مختلف و از ۳۵ ایالت و ۴۷ کشور ثبت نام می‌کند.

## تاریخچه
کالج آیونا در سال ۱۹۴۰ توسط کنگره برادران مسیحی تأسیس شد. این کالج یک مؤسسه آموزشی خصوصی و مختلط منطبق با رسوم آموزش عالی کاتولیک آمریکایی است.
در سال ۱۹۱۹، مدیران و اعضای هیئت مدیره مدرسه ایونا -دبیرستانی که سه سال پیش توسط برادران مسیحی ایرلندی تأسیس شده بود - مذاکرات خرید زمین ۱۸ هکتار زمین را در محله بیچ‌مونت نیو راشل در ازای ۸۵٬۰۰۰ دلار با توماس هال، مالک زمین و کشیش بازنشسته پرسبیترینیسم، انجام دادند.
در سال ۱۹۴۰، هدف اصلی مؤسسان کالج، پایه‌گذاری یک کالج کوچک و مقرون به صرفه برای پسران طبقه کارگر نیویورک بود. در آن زمان، برادران مسیحی در ۷ دبیرستان در Archdiocese نیویورک، از جمله Iona Prep , All Hallows، دبیرستان Rice و Memorial Power تدریس می‌کردند. آنها متوجه شدند که بسیاری از فارغ التحصیلان آنها نمی‌توانند هزینه‌های دانشگاه‌های محلی را تأمین کنند و بنابراین کالج آیونا را تشکیل دادند.
در ماه ژوئن ۱۹۴۰ اعضای انجمن مدرسه ایونا، همراه با اعضای باشگاه مادران مدرسه، برای ایجاد یک ساختمان علمی جدید در محوطه مدرسه، ساختمانی که باشگاه مادران ۱۰۰٬۰۰۰ دلار برای ساخت آن اختصاص داده بود، گرد هم آمد. آنجا بود که آنها مطلع شدند که فقط یک روز پیش، نه تنها مجوز برای تشکیل کالج ایونا در همان محوطه مدرسه ایونا اعطا شد، بلکه کالج مالکیت ساختمان علمی جدید را برای خود را داشت. این ساختمان، به یاد اولین رئیس دانشکده خود، ساختمان کورنلیا هال نامگذاری شد.
در ۱۹ سپتامبر ۱۹۴۰، کالج آیونا با نه برادران مسیحی و شش استاد غیر روحانی افتتاح شد. برادران مسیحی نام کالج را از ایونا، نام جزیره صومعه‌گون سنت کولومبا [در ایرلندی: سنت کلمکیل] واقع در ساحل غربی اسکاتلند بر گرفتند. کلومبا صومعه را در ۵۶۳ میلادی تأسیس کرده بود. کنگره برادران مسیحی در سال ۱۸۰۲ توسط ادموند ایگناتیس رایس در واترفورد ایرلند تأسیس شد.
پیش از افتتاحیه کالج آیونا در نیویورک، برادران مسیحی در کالج سن مری در هالیفاکس، نوا اسکوشیا تدریس می‌کردند. آنها از کالج Bonaventure در سینت جانز، نیوفاندلند و لابرادور منتقل شده بودند. آنها تا سال ۱۹۴۰ مؤسسه هالیفاکس را کار می‌کردند تا اینکه به دلیل اختلاف با اسقف اعظم جدید، جان تی مک نالی، طی یک خداحافظی اشکبار، راهی آیونا شدند.
در پاییز سال ۱۹۴۱، کالج آیونا سال تحصیلی خود را با ۱۲۱ دانشجوی سال اول و دوم آغاز کرد، اما ورود ایالات متحده به جنگ جهانی دوم باعث شد تا ثبت نام آیونا تا پایان سال کاهش یابد. تنها سه نفر از ورودیان در اوت ۱۹۴۴ برای دریافت مدرک BA خود را دریافت کردند. با وجود این، حیات کالج ادامه پیدا کرد.
هنگامی که جنگ جهانی دوم به این پایان رسیدند، کهنه‌سربازان بازگشته از جنگ، به مدد قانون GI Bill و جذابیت رشته‌های عملی آیونا، باعث افزایش ظرفیت دانشکده شدند. در سال ۱۹۴۸، ۷۱ مرد فارغ‌التحصیل شدند؛ تا سال ۱۹۵۰، تعداد فارغ‌التحصیلان ۳۰۰ نفر بود.
در ژوئن سال ۱۹۶۶، کالج آیونا دیپلم خود را به اولین دانشجویان تحصیلات تکمیلی خود اعطا کرد که شامل دو روحانی بود که کارشناسی ارشد خود را در مشاوره معنوی به دست آوردند. تا سال ۱۹۶۸، کالج اولین دوره MBA خود را اعطا کرد.
در سال ۱۹۶۹، دانشکده یونا، که به‌طور سنتی مردانه بود، به نخستین ورودیان سال اول خود که شامل زنان نیز بود، خوش‌آمدگویی کرد و به‌طور رسمی تبدیل به یک کالج کاملاً مختلط شد. تقریباً ۲۰۰ زن، یک چهارم از کلاس تازه واردان، در آن ترم ثبت کرده‌اند. پیش از این، دانشجویان دختر به دلیل توافق با موسسات زنانه سنتی، طی برنامه‌های فارغ‌التحصیل، کلاس‌های تابستانی و قراردادهای تعویض دانشجو، در پردیس دانشگاهی حضور داشتند.
در سال ۱۹۸۹، کالج الیزابت ستون از یونکرز، نیویورک که یک کالج دو ساله بود، با دانشکده آیونا ادغام و تبدیل به دانشکده الیزابت ستون در رشته کالج شد. [4] این برنامه تا سال ۱۹۹۵ ادامه داشت ولی پس از آن خاتمه یافت زیرا کالج آیونا دوباره هدف خود را ارزیابی و مجدداً تأیید کرد که هدف آن فعالیت به عنوان یک مؤسسه چهار ساله است.
در سال ۲۰۱۱، کالج آیونا اشتباهات موجود در داده‌های عملکرد دانشجویی را، که از سال‌های ۲۰۰۲–۲۰۱۱ به سازمان‌های خارجی گزارش شده بودند، اعلام کرد. پس از آگاهی از این اشتباهات، به منظور ایجاد اطمینان از صحت و دقت داده‌های گزارش شده توسط کالج، رئیس دانشگاه دکتر جوزف ای. نایر (Joseph E. Nyre)، کارگروهی موسوم به کارگره یکپارچگی در گزارشگری ایجاد کرد که سیاست‌ها و دستورالعمل‌های سازمانی را برای جمع‌آوری، گزارش دهی و استفاده از داده‌ها توسعه داد. کالج همچنین دفتر رسمی اثربخشی و برنامه‌ریزی نهادی و همچنین اداره ممیزی داخلی را تأسیس کرد تا اطمینان حاصل شود که صحت داده‌ها تداوم خواهد یافت.
در ۱۹ سپتامبر سال ۲۰۱۵، کالج هفتاد و پنجمین سالگرد تأسیس خود را جشن گرفت. از شروع بهار ۲۰۱۵، به افتخار سالگرد تأسیس، کالج آیونا یک جشن یکساله برگزار کرد. به منظور یادبود اولین سال تحصیلی کالج، ۱۹۴۰–۱۹۴۱، این مراسم به سال ۲۰۱۶ تعمیم داده شد.

### فهرست رؤسای دانشگاه
1. برادر ویلیام بورن کورنلیا، (CFC، PhD (۱۹۴۶–۱۹۴۰
2. برادر آرتور آر. لوفتس، (CFC, PhD (۱۹۵۳–۱۹۴۶
3. برادر ویلیام هارن بارنز، (CFC, PhD (۱۹۵۳–۱۹۵۹
4. برادر ریچارد ب. قدرت، (CFC, PhD (۱۹۶۵–۱۹۵۹
5. برادر جوزف گ. مک کینا، (CFC, PhD (۱۹۶۱–۱۹۷۱
6. برادر جان جی. (Driscoll, CFC, PhD (۱۹۷۱–۱۹۹۴
7. برادر جیمز لیگوری (CFC, EdD (۱۹۹۴–۲۰۱۱
8. دکتر جوزف ای. نایر، دکترا (۲۰۱۱-اکنون)

## دانشگاهیان
کالج به دو واحد دانشگاهی اصلی تقسیم می‌شود: مدرسه هنر و علوم و مدرسه کسب و کار.
با داشتن ۲۲ گروه، دانشکده هنر و علوم بیش از ۴۰ مدرک BA, BS و BPS، بیش از ۲۵ مدرک کارشناسی ارشد و همچنین چند دوره آموزشی منتهی به گواهینامه‌های آموزشی (بدون ارایه مدرک تحصیلی) ارائه می‌دهد.
مدرسه کسب و کار آیونا در رشته‌های کارشناسی مدیریت امور مالی در حسابداری، مدیریت کسب و کار، امور مالی، سیستم‌های اطلاعاتی، کسب و کار بین‌المللی، مدیریت و بازاریابی دوره‌های منجر به مدرک ارایه می‌دهد. این مدرسه همچنین یکدوره فشرده مدیریت ارشد کسب‌وکار دارد که افرادی را که می‌خواهند در این رشته موفق شوند، هدف قرار داده‌است. این دوره فشرده، با ارائه دورس به ترتیبی که فارغ‌التحصیلی سریع را تضمین می‌کند، ۱۰ ماه از طول دوره سنتی را کم می‌کند. در وب سایت مدرسه، مأموریت خود را به این گونه تعریف کرده‌است: «تعهد مدرسه به آموزش عالی کاتولیک در سنت برادران مسیحی به همراه تاییدیه انجمن پیشبرد دانشکده‌های کسب و کار (AACSB) بین‌المللی تضمین می‌کند که دانشجو در مرکز همه کارهایی است که ما انجام می‌دهیم». در نوامبر ۲۰۱۵، رابرت لاپنتا، فارغ‌التحصیل آیونا، مبلغ ۱۵ میلیون دلار را برای گسترش و بازسازی تسهیلات مدرسه کسب و کار، هگان هال، به کالج هدیه داد. آقای لاپنتا مدتی بعد، به عنوان بخشی از یک هدیه چالشی بایگانی‌شده  در ۷ مارس ۲۰۱۹ توسط Wayback Machine، ۲٫۵ میلیون دلار به هدیه خود اضافه کرد.
به لطف کمک ۱۵ میلیون دلاری جمعی از فارغ‌التحصیلان و رئیس هیئت امناء جیمز هینز و همسرش آن ماری، مؤسسه کارآفرینی و نوآوری هاینز (Hynes) در سال ۲۰۱۷ تأسیس شد.
برنامه تحصیل در خارج از کشور آیونا ۱۴ فرصت تنوع فرهنگی مختلف را ارائه می‌دهد:
| برنامه‌های ترمی: - اروپا - لیمریک، پاریس، رم - فرانسه - پاریس - ایتالیا - رم - ایرلند - دوبلین | برنامه‌های تابستانی: - انگلستان - آکسفورد - ایرلند - دینگل - ایتالیا - رم - ایتالیا - تورین - اسپانیا - بارسلونا | برنامه‌های بهار: - آتن، یونان - امستردام. هلند - انگلستان - لندن (برنامه انگلیسی) - انگلستان - لندن (برنامه FPA) - لهستان - آشویتس |

## اعتبارنامه‌ها
- کالج آیونا توسط کمیسیون ایالات میانه در آموزش عالی تأیید شده‌است.[۸]
- گروه تحصیلی ارتباطات جمعی توسط شورای اعتباربخشی آموزش و پرورش در روزنامه‌نگاری و ارتباطات جمعی (ACEJMC) تأیید شده‌است.[۹]
- دوره تحصیلی کسب و کار مدرسه کسب و کار توسط انجمن پیشبرد دانشکده‌های کسب و کار (AACSB بین‌المللی) تأیید شده‌است.[۱۰]
- گروه کار اجتماعی آیونا توسط شورای آموزش کار اجتماعی (CSWE) تأیید شده‌است.[۱۱]
- گروه آموزش و پرورش آیونا توسط شورای ملی اعتباربخشی آموزش معلمان (NCATE) تأیید شده‌است.[۱۲]
- گروه ازدواج و مشاوره خانواده آیونا توسط کمیته اعتبار بخشی برای آموزش ازدواج و خانواده درمانی (COAMFTE)، بخش اعتباربخشی انجمن ازدواج و خانواده درمانی آمریکا (AAMFT)، تأیید شده‌است.[۱۱]
- برنامه روانشناسی مدرسه آیونا توسط انجمن ملی روانشناسی مدرسه (NASP) تأیید شده‌است.
- دوره کارشناسی گروه علوم کامپیوتر آیونا توسط هیئت اعتباربخشی علمی و مهندسی (ABET) تأیید شده‌است.[۱۳]
- دوره کارشناسی گروه شیمی آیونا توسط انجمن شیمی آمریکا (ACS) تأیید شده‌است.
- مرکز منابع علمی ساموئل رودین آیونا، توسط انجمن مطالعه و یادگیری دانشگاهی (CRLA) تأیید شده‌است[۱۴]

## پردیس دانشگاه

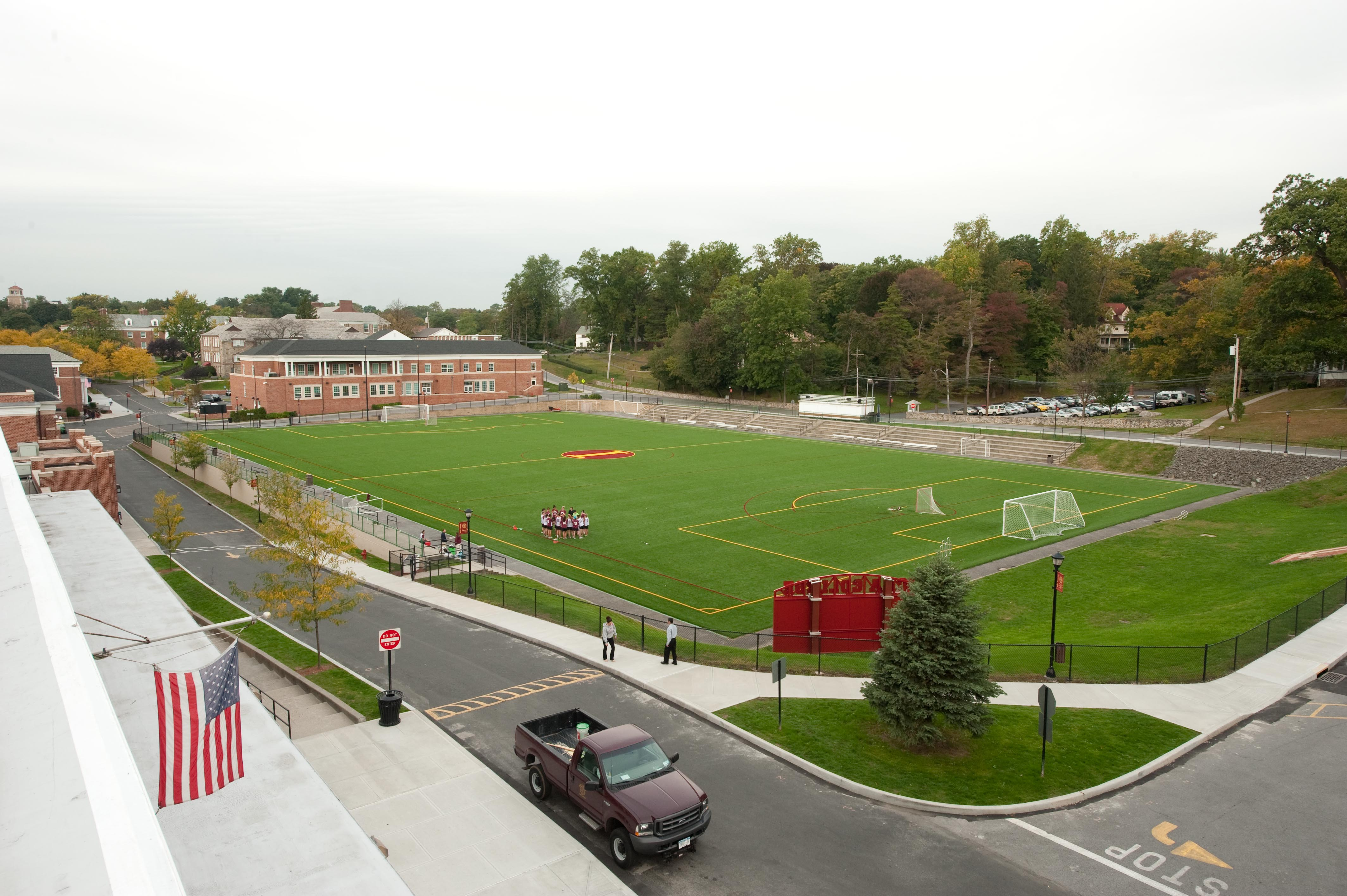
میدان Mazzella به خانه‌های فوتبال مردان، ورزش‌های زنان، لاکراس و تیم‌های باشگاه راگبی منزل می‌باشد.

سالن‌های سخنرانی در کالج آیونا عبارتند از مرکز مورفی، سالن مک‌اسپیدون (McSpedon)، سالن امند (Amend Hall)، سالن کورنلیا (Cornelia Hall)، سالن دورلی (Doorley Hall)، مرکز آریگونی (Arrigoni)، کتابخانه رایان (Ryan) و سالن هگان (Hagan). اتحادیه دانشجوی رابرت لاپنتا، مرکز ورزشی توسعه یافته هاینز (Hynes)، مؤسسه کارآفرینی و نوآوری هینس، سالن ایست (East)، که یک خوابگاه دانشجویی در قلب دانشگاه است، و خوابگاه دانشجویی نورث اونیو (North Avenue) اخیراً به محوطه دانشگاه افزوده شده‌است.
مرکز ورزشی هاینز میزبان سالن تمرین تیم‌های کالج در دسته ۱ است و علاوه بر این دارای یک سالن چند منظوره با ۲۶۱۱ صندلی است که میزبان فعالیت‌های مختلف در طول سال است.
کتابخانه‌های کالج آیونا دارای بیش از ۲۵۰٬۰۰۰ جلد و منابع چندرسانه ای و همچنین ۵۰۰ مجلات دوره‌ای به‌روز است. علاوه بر این، کتابخانه‌ها دسترسی به هزاران منبع الکترونیکی و مجلات را برای کاربران داخل و خارج از محوطه فراهم می‌کنند.
در سپتامبر ۲۰۰۱ آیونا اولین کالج نیویورک بود که پردیس آن کاملاً تحت پوشش اینترنت بی‌سیم قرار گرفت.

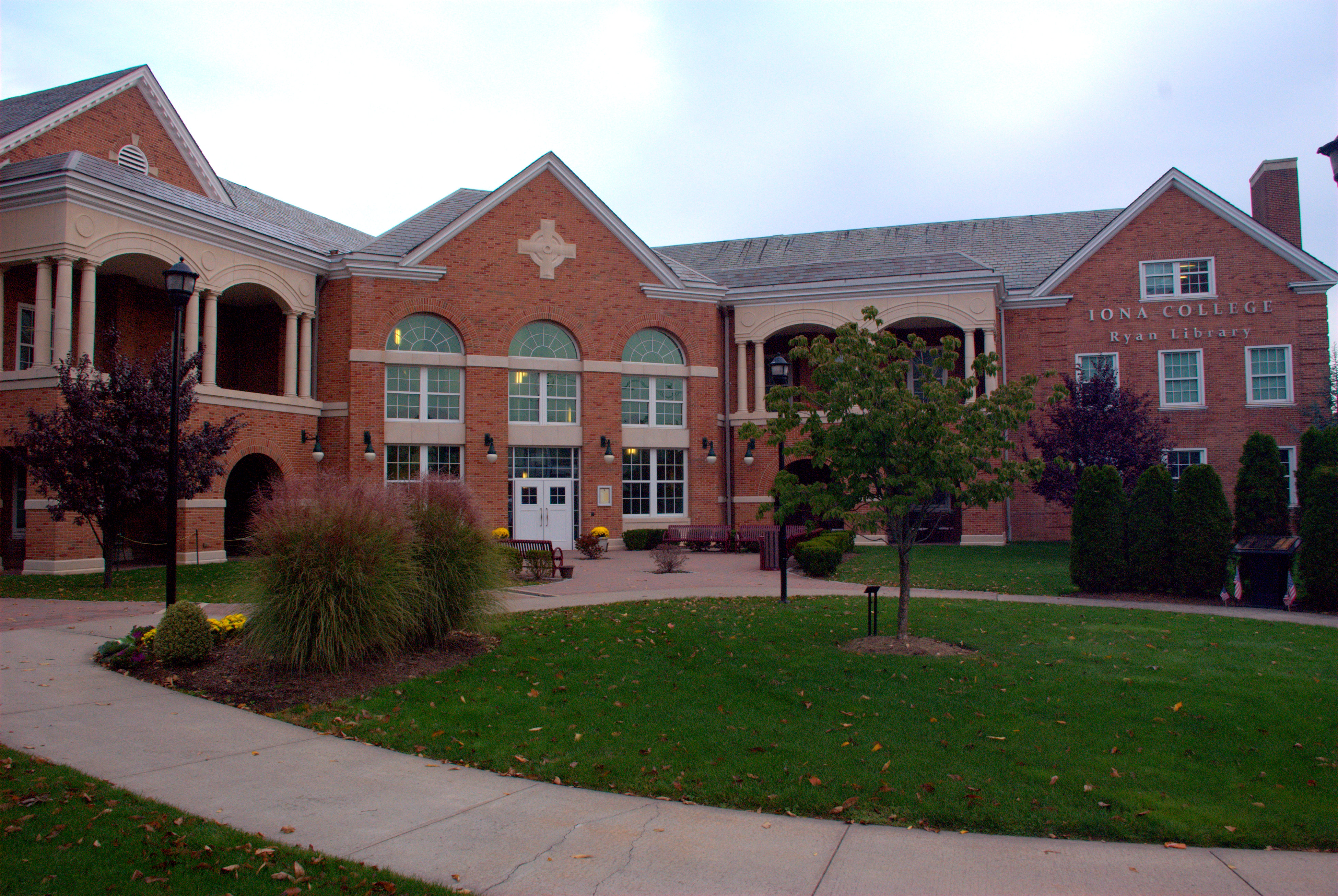
کتابخانه رایان

### سالن‌های اقامت

#### سالن لوفتوس (Loftus)
سالن لوفتوس، که برای اسکان دانشجویان سال اول طراحی شده، یک ساختمان ۱۰ طبقه است. هر طبقه دارای شش سوئیت دو خوابه (دو و سه نفره)، یک اتاق معلول، که دو نفر را اسکان می‌دهد، و اتاق ارشد خوابگاه است. سالن لوفتوس، دارای یک آزمایشگاه کامپیوتری کوچک، یک آشپزخانه، یک اتاق شستشو، یک اتاق مراقبه آرام، یک سالن مطالعه و یک سالن / اتاق بازی تلویزیون است.

#### سالن کانیس (Conese) و سالن هیلز (Hales Halls)
سالن کانیس (قبلاً سالن شمالی) و سالن هیلز (قبلاً سالن جنوبی) در سال ۲۰۰۵ ساخته شدند. هر سالن دارای شش طبقه با چهار اتاق در هر طبقه هستند: یک سویت هفت نفره و سه سوئیت ده نفره. هر مجموعه دارای دو حمام، یک آشپزخانه کوچک و اتاق مشترک / اتاق نشیمن است. سالن شمالی در ۴ اکتبر ۲۰۰۸، به منظور تجلیل هدیه ۵ میلیون دلاری آنا می و یوجین پی کانیس (Anna May and Eugene P. Conese)، به سالن کانیس تغییر نام داده شد. در آوریل ۲۰۱۷، سالن جنوبی به افتخار آلیس ماری و توماس ایل هیلز، برای تعهد خود به کمپین Iona Forever و یک عمر حمایت سخاوتمندانه از کالج، تغییر نام داده شد.

#### سالن رایس
سالن رایس که در گوشه ای آرام دانشگاه آیونا قرار دارد، عمدتاً یک خوابگاه یک‌نفره است، هر چند اتاق‌هایی برای دو، سه یا چهار نفر وجود دارد. این قدیمی‌ترین سالن اقامت در آیونا است و در اصل برای اسکان برادران مسیحی و همچنین برادران دانشجو استفاده می‌شود. این ساختمان چهار طبقه است و خدمات خشکشویی در زیرزمین ارائه می‌شود. امکانات شامل اتاق بازی، سالن تلویزیون، آشپزخانه، آزمایشگاه کامپیوتر و سالن بدنسازی است. در تابستان سال ۲۰۱۷، تهویه مطبوع به رایس اضافه شد، و تمام خوابگاه‌های اقامت کالج مجهز به کنترل آب و هوا شد.

#### سالن شرقی
سالن شرقی، واقع در مرکز محوطه دانشگاه در محل سابق سالن والش (ساختمانی که گروه روانشناسی آیونا در آن قرار داشت)، سه طبقه دارد و حدود ۱۱۲ نفر را اسکان می‌دهد. آسانسور در مرکز لابی و استراحتگاه در طبقه دوم و سوم وجود دارد. در این خوابگاه، در هر بال، حمام مشترک و اتاق برای گروه‌های سه و چهار نفره وجود دارد. هر طبقه توسط جنسیت جدا می‌شود. طبقه اول و سوم برای دانش آموزان دختر و دوم برای مردان تعیین می‌شود. از امکانات آن اینترنت بی‌سیم، تلویزیون کابلی و خط تلفن در هر اتاق می‌باشد. طبقه اصلی دارای یک منطقه آشپزخانه، یک اتاق پست و امکانات خشکشویی است.

#### خوابگاه خیابان شمالی
آیونا ششمین سالن اقامتگاه خود، خوابگاه خیابان شمالی، را در ماه اوت ۲۰۱۶ افتتاح کرد. در طبقه شش فوقانی بیش از ۳۰۰ دانشجوی سال بالا اقامت دارند. هر مجموعه شامل دو اتاق دو نفره یا چهار اتاق تک نفره، دو حمام، یک هال مشترک و یک آشپزخانه می‌باشد. گوشه‌ای از ساختمان که در مقابل ورودی اصلی کالج قرار دارد، فضاهای باز با پنجره‌های شیشه ای دارد که به پردیس و مرکز شهر نی روشل (New Rochelle) اشراف دارد. طبقه همکف ساختمان به عنوان یک فضای تجاری تعیین شده‌است.

#### آپارتمان در Eastchester
آیونا همچنین آپارتمان‌های متعددی در مجتمع آپارتمانی ایست‌چستر دارد که در محوطه دانشگاه قرار دارد.

## باشگاه‌ها و سازمان‌ها
در حال حاضر بیش از ۸۰ باشگاه، انجمن‌های برادری و خواهری یونانی و سازمان‌های رسانه ای فعال در محوطه دانشگاه وجود دارد.
| باشگاه‌های علمی - باشگاه حسابداری - باشگاه تبلیغات - باشگاه زیست‌شناسی - انجمن شیمی / باشگاه شیمی - باشگاه علوم کامپیوتر - باشگاه عدالت کیفری - باشگاه اقتصاد - باشگاه مالی - جامعه تاریخی - باشگاه سخنرانی و شنوایی کالج آیونا - باشگاه بازاریابی - باشگاه روانشناسی - روابط عمومی روابط عمومی دانشجویی آمریکا (PRSSA) - باشگاه کار اجتماعی - انجمن حرفه ای روزنامه نگاران باشگاه ورزشی - گیل دنسرز (Gael Dancers) - راگبی مردان - تیم چلچرزی باشگاه‌های مورد علاقه - علاقمندان ادبیات تصویری - کالجهای ضد سرطان (CAC) - انجمن دانشجوی رفت‌وآمد (CSA) - مسائل دموکراسی - انجمن ادماوند رایس - باشگاه مد - IC سبز - باشگاه کاراته - انجمن شوالیه تارا | بدنه حاکم - انجمن دولتی دانشجویی (SGA) - هیئت فعالیت‌های گیل (GAB) - شورای حکومت یونان (CGG) - کمیته مشورتی کمپانی دانشجویی (SAAC) - اتحاد رهبر دانشجویی برای چند فرهنگی (SLAM) - انجمن خوابگاهای دانشجویی (RHA) گروه‌های رسانه ای - ICTV (ایستگاه تلویزیونی) - یونانی (روزنامه دانشجویی) - WICR (رادیو آیونا) - ICANN (سالنامه) باشگاه‌های چند فرهنگی - انجمن آلبانیایی‌های آمریکایی - انجمن دانشجویان سیاه‌پوست (BSU) - جامعه گیل - گالیله پراید (LGBTQQIA +) - انجمن هلنیک (Hellenic) - باشگاه بین‌المللی آیونا - سازمان دانشجویان آمریکایی Latinx (OLAS) هنرهای نمایشی - بازیکنان آیونا - خوانندگان آیونا - دانشکده گروه پایپ آیونا سایر گروه‌ها و کمیته‌های دانشجویی - کمیته بین‌المللی آیونا - IonaThon - انجمن سالن‌های اقامتی (RHA) - کمیته رعایت - مقررات کمیته ارشد - کمیته دانشجویی انتقال - وابستگی ROTC |

### زندگی یونانی
زندگی یونانی (Greek Life) در آیونا شامل چهار انجمن محلی، یک انجمن ملی، یک برادری بین‌المللی، یک برادری ملی و یک برادری محلی است.
| انجمن خواهری - دلتا تتا بتا (ΔΘΒ) - گاما لامبدا ری (ΓΛΡ) - فی گاما چی (ΦΓΧ) - فی سیگما سیگما (ΦΣΣ) - سای کاپا تتا (ΨΚΘ) | انجمن برادری - برادری دلتا اپسیلون (ΔΥ) - برادری زتا کاپا چی (ΖΚΧ) - برادری فی کاپا پی (ΠΚΦ) |

## ورزش
تیم ورزشی گیل دانشکده آیونا بخشی از کنفرانس اتلتیک مترو آتلانتیک (MAAC) است و در برنامه‌های دسته یک NCAA شرکت می‌کند.
| ورزشهای مردانه - بیسبال - بسکتبال - کشور متقابل / مسیر و فیلد - گلف - قایقرانی - فوتبال - شنا و غواصی - آب پولو | ورزش زنان - سافت‌بال - بسکتبال - کشور متقابل / مسیر و فیلد - لاکراس - قایقرانی - فوتبال - شنا و غواصی - آب پولو - والیبال |

سایر اعضای MAAC شامل کالج کانسیویوس، دانشگاه فیرفیلد، کالج منهتن، کالج ماریست، دانشگاه مونموث، دانشگاه نایگارا، دانشگاه کوینجیپ، دانشگاه رایدر، کالج سنت پیتر و کالج سینا هستند.

## فارغ التحصیلان قابل توجه
آیونا در حدود ۴۰٬۰۰۰ فارغ‌التحصیل در سراسر جهان دارد. فارغ التحصیلان کالج آیونا در حوزه هنر و سرگرمی عبارتند از: بورد کورت، بازیگر «هارولد و مول» و «مش»؛ تری فین، بازیگر برادوی و هالیوود؛ دان مک لین؛ خواننده / ترانه‌سرا آهنگ‌های مشهور «آمریکایی پای» و «وینسنت» نیز در Iona Prep حضور داشتند؛ ترانس وینچ، شاعر و نوازنده ایرلندی آمریکایی؛ آنتونیو بروکلی پورتو، هنرمند ایتالیایی-پورتوریکو، هنرمند و مجسمه‌ساز. جوزف جی. پونتروتو، روان‌شناس و نویسنده کتاب بابی فیشر: درک نبوغ، رمز و راز و زوال روانی یک قهرمان شطرنج جهان و دونالد اسپوتو، زندگی‌نامه نویس مشاهیر.
در زمینه کسب و کار، فارغ التحصیلان کالج آیونا شامل: لیندا برونو، کمیسیونر کنفرانس اسکای‌لاین؛ توماس ای. هالز، مدیر عامل شرکت سابق و رئیس شرکت USB Holding Inc. وینسنت A. جیرر جونیور، رئیس سابق و مدیر عامل شرکت UST Inc. ؛ اندی Dolce، مؤسس، رئیس و مدیر عامل هتل و استراحتگاه دولچه؛ لورنس بوشکتو، رئیس و مدیر عامل شرکت Draftfcb؛ رونالد دفئو (DeFeo)، رئیس و مدیر عامل بازنشسته شرکت Terex، که در حال حاضر رئیس و مدیرعامل، Kennametal است؛ رندی فالکو، رئیس و مدیرعامل Univision Communications Inc؛ رابرت گریفد، رئیس و مدیر اجرایی سابق NASDAQ؛ جیمز هاینز، بنیانگذار COLT Telecom Group؛ آلفرد کلی، رئیس سابق American Express و رئیس و مدیر عامل شرکت کمیسیون میزبان سوپر بال NY / NJ و رئیس فعلی ویزا، کاترین کینینری، رئیس سابق بورس اوراق بهادار نیویورک؛ بریان مارکیسون (Brian A. Markison)، رئیس هیئت مدیره، رئیس و مدیر عامل شرکت دارویی کینگ؛ و پیتر اسکانلون (Peter R. Scanlon)، رئیس سابق و مدیر عامل Coopers & Lybrand.
فارغ التحصیلان کالج آیونا در حوزه‌های حقوق و سیاست عبارتند از: رابرت جک کرکان، قاضی دادستانی عالی سابق آریزونا؛ تیموتی آیدونی، سرهنگ Westchester County، شهردار سابق نیو راشل، نیویورک ؛ آنتونی ت. کین، قاضی دیوان عالی سابق نیویورک؛ رابرت جک مک گوری، کمیسر پلیس شهر نیویورک و مدیر عامل آژانس خبری ملی پینکرتون؛ کوین سالیوان، مدیر ارتباطات سابق کاخ سفید؛ و جان سوینی (رهبر کارگران)، دریافت کننده مدال آزادی ریاست جمهوری.
در زمینه ورزش نیز کالج آیونا فارغ التحصیلان برجسته‌ای دارد.
در حوزه رسانه، مفسر سیاسی کایل کولینسکی، کانال یوتیوب "Talking Secular" را با بیش از نیم میلیون مشترک اداره می‌کند.